# Rue Albert-Willemetz
La rue Albert-Willemetz est une voie du 20e arrondissement de Paris, en France.

## Situation et accès
Cette voie située à l’extérieur du boulevard périphérique de Paris débute au 21, avenue de la Porte-de-Vincennes et se termine rue de Lagny.
Le site de la ville de Paris indique début 2015 que la rue Albert-Willemetz s’étendrait jusqu’à la rue de Lagny : en fait cette rue est une impasse séparée de la rue de Lagny par le square de la Paix (square anciennement dénommé « square du Commandant-L’Herminier » à cause de la rue du Commandant-L’Herminier).
La rue Albert-Willemetz est une simple allée en impasse servant au stationnement des voitures.

## Origine du nom
La rue a été nommée en l'honneur du librettiste à succès et directeur du théâtre des Bouffes Parisiens Albert Willemetz (1887-1964).

## Historique
Cette voie est créée dans le cadre de la construction d’un ensemble d’habitations par la Régie immobilière de la ville de Paris (RIVP) sous le nom provisoire de « voie AW/20 » et prend sa dénomination actuelle le 30 août 1978.
La voie était incluse dans la ZAC Porte-de-Vincennes.

## Bâtiments remarquables et lieux de mémoire
- Angle avec l’avenue de la Porte-de-Vincennes : la succursale de la chaîne Hyper Cacher ayant pour adresse le 23, avenue de la Porte-de-Vincennes (20e arr. ; au-delà du périphérique) où s’est déroulée le 9 janvier 2015 la prise d'otages de la porte de Vincennes[4] est située à l’angle de la rue Albert-Willemetz et comporte une façade donnant sur cette rue.